# 布里勒瓦
布里勒瓦（法語：Brillevast，法語發音：[bʁilva]）是法国芒什省的一个市镇，属于瑟堡区。

## 地理
布里勒瓦（49°37'39"N, 1°24'52"W）面积9.07 平方千米，位于法国诺曼底大区芒什省，该省份为法国西北部沿海省份，西、北、东北三面环大西洋，东起顺时针与卡爾瓦多斯省、奧恩省、马耶讷省和伊勒-维莱讷省接壤。
与布里勒瓦接壤的市镇（或旧市镇、城区）包括：泰维尔、克利图尔、戈讷维尔-勒泰伊、特尔泰维尔博卡日、勒瓦。
布里勒瓦的时区为UTC+01:00、UTC+02:00（夏令时）。

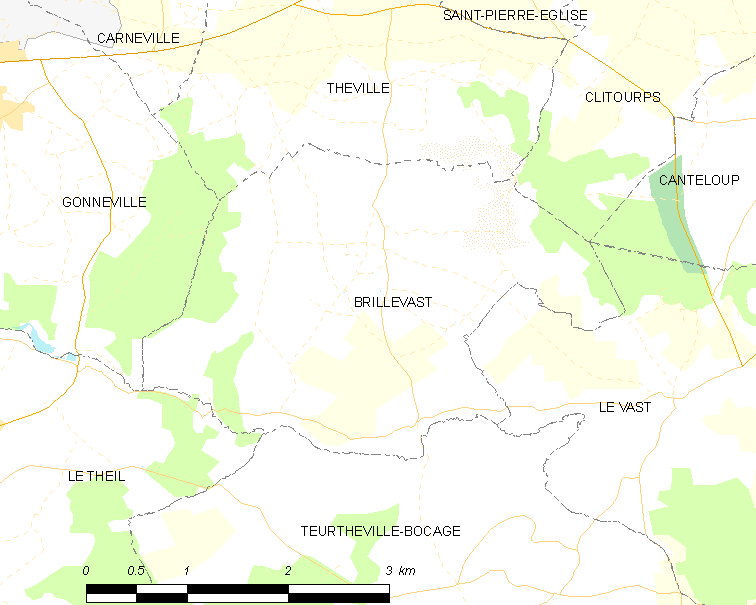
布里勒瓦的OSM定位图

## 行政
布里勒瓦的邮政编码为50330，INSEE市镇编码为50086。

## 政治
布里勒瓦所属的省级选区为赛尔河谷县。

## 人口

1962-2008年间布里勒瓦人口变化图示

布里勒瓦于2022年1月1日时的人口数量为321人。